# Paraclius kovasci
Paraclius kovasci är en tvåvingeart som beskrevs av Octave Parent 1933. Paraclius kovasci ingår i släktet Paraclius och familjen styltflugor.
Artens utbredningsområde är Bolivia. Inga underarter finns listade i Catalogue of Life.